# Fårön (Luleå)
Fårön is een Zweeds eiland behorend tot de Lule-archipel; het ligt in de baai aan de zuidoostkant van het eiland Sandön en Trutören. Het eiland heeft geen oeververbinding. Het is bebouwd, waarschijnlijk voor bewoning in de zomer.